# Neptú (planeta)
Neptú és el vuitè i últim planeta del sistema solar atenent la seva proximitat al Sol. És el quart planeta més gros i el tercer més massiu de tot el sistema solar, així com el planeta gegant més dens. S'anomena en honor del déu romà del mar. La seva massa és 17 vegades la de la Terra i lleugerament més massiu que el seu planeta «bessó» Urà, que té 15 masses terrestres i no és tan dens. De mitjana, Neptú gira entorn del Sol a una distància de 30,1 ua. El seu símbol astronòmic és , una versió estilitzada del trident del déu Neptú.
Va ser descobert el 23 de setembre de 1846, i esdevingué així el primer planeta a ser descobert mitjançant prediccions matemàtiques en lloc d'observació empírica. A causa de canvis inexplicats en l'òrbita d'Urà, Alexis Bouvard va deduir que la seva òrbita era pertorbada gravitacionalment per un planeta desconegut. Posteriorment, Johann Galle el va observar a menys d'un grau de la posició que Urbain Le Verrier havia predit. El seu satèl·lit més gros, Tritó va ser descobert seguidament, si bé no es van descobrir la resta de 12 llunes fins al segle xx, emprant telescopis. Només una sonda ha visitat Neptú (Voyager 2), que va sobrevolar el planeta el 25 d'agost del 1989.
Neptú té una composició similar a la d'Urà, i tots dos tenen composicions diferents de les dels gegants gasosos Júpiter i Saturn. Per bé que l'atmosfera de Neptú està composta principalment d'hidrogen i heli com Júpiter i Saturn, conté una proporció superior de gels com l'aigua, l'amoníac i el metà. De vegades els astrònoms categoritzen Urà i Neptú com a gegants gelats per emfatitzar aquestes diferències. L'interior de Neptú, com el d'Urà, està compost principalment de gels i roca. Les traces de metà a les regions més exteriors de l'atmosfera li donen una aparença blava.
Contràriament a l'atmosfera amb pocs detalls d'Urà, la de Neptú és notable pels fenòmens meteorològics actius i visibles. Durant el sobrevol de la sonda Voyager 2, el 1989, Neptú presentava una Gran Taca Fosca comparable a la Gran Taca Vermella de Júpiter. Els vents de Neptú són els més forts sostinguts de tots els planetes del sistema solar, amb velocitats registrades de fins a 2.100 km/h. A causa de la seva distància al Sol, l'atmosfera exterior de Neptú és un dels llocs més freds del sistema solar, amb temperatures als núvols exteriors de –218 °C (55 K). Al centre del planeta, les temperatures són d'uns 5000 °C. Neptú també té un sistema tènue i fragmentat d'anells planetaris, que, encara que és possible que es detectés als anys 1960, va ser descobert definitivament el 1989 per la Voyager 2.

## Història

### Descobriment
Els dibuixos de Galileu mostren que va observar Neptú per primer cop el 28 de desembre de 1612, i de nou el 27 de gener de 1613. En ambdues ocasions, Galileu el va confondre per una estrella fixa quan es trobava molt a prop de —en conjunció amb— Júpiter al cel nocturn;
per això no se l'acredita amb el descobriment de Neptú. Durant el període de la seva primera observació, el desembre de 1612, neptú estava estacionari al cel perquè havia canviat a moviment retrògrad aquell mateix dia. Com que Neptú només començava el seu cicle anual retrògrad, el moviment del planeta era massa petit per detectar-se amb el petit telescopi de Galileu.
Tanmateix, el juliol de 2009 el físic de la Universitat de Melbourne David Jamieson va anunciar proves que suggerien que Galileu sabia que l'estrella que havia observat es movia en relació amb les estrelles fixes.
El 1821, Alexis Bouvard va publicar taules astronòmiques de l'òrbita d'Urà.
Observacions posteriors van revelar desviacions de les taules, fent pensar a Bouvard que un cos desconegut n'estava pertorbant l'òrbita mitjançant interacció gravitacional. El 1843, John Couch Adams va calcular l'òrbita d'un hipotètic vuitè planeta que provocaria el moviment desconegut d'Urà. Va enviar els seus càlculs a Sir George Airy, astrònom reial, que va demanar a Adams una clarificació. Adams va començar a fer un esborrany de la resposta però mai la va enviar, i va deixar de treballar activament amb el problema d'Urà.

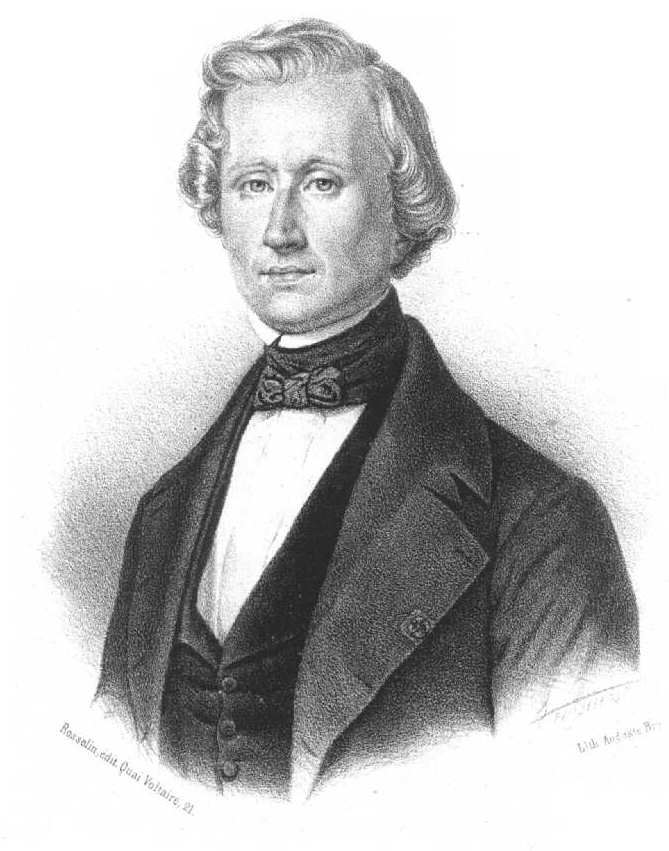
Urbain Le Verrier

El 1845–46, Urbain Le Verrier, independentment d'Adams, va desenvolupar els seus propis càlculs, tot i que tampoc no van ser rebuts amb entusiasme pels seus companys. El juny, tanmateix, després de veure les primeres estimacions publicades de Le Verrier, i, veient que eren similars a les d'Adams, Airy va persuadir al director de l'observatori de Cambridge James Challis per cercar el planeta. Challis va escorcollar, en va, el cel l'agost i el setembre.
Mentrestant, Le Verrier, en una carta, va instar a l'astrònom de l'observatori de Berlín Johann Gottfried Galle que el cerqués amb el refractor de l'observatori. Heinrich d'Arrest, un estudiant de l'observatori, va suggerir a Galle que podrien comparar una carta del cel recentment dibuixada de la localització predita per Le Verrier amb el cel nocturn per veure el desplaçament característic d'un planeta, contràriament a les estrelles fixes. El mateix vespre, del 23 de setembre de 1846, es va descobrir Neptú a una distància d'un grau d'on Le Verrier havia previst, i a uns 12° d'on Adams havia predit. Challis, més endavant, es va adonar que havia observat el planeta dues vegades a l'agost, sense ser capaç d'identificar-lo.
Al moment del descobriment, hi havia molta rivalitat nacionalista entre els francesos i britànics sobre qui havia de ser acreditat amb el descobriment. Finalment, va aparèixer un consens internacional que acreditava Le Verrier i Adams amb el descobriment. Tanmateix, els historiadors estan reinvestigant-ho, amb el descobriment el 1998 dels «articles de Neptú» (documents històrics de l'Observatori Reial de Greenwich), que aparentment havien estat robats per l'astrònom Olin J. Eggen i guardats durant tres dècades i no redescoberts fins després de la seva mort. Després de revisar-los, alguns historiadors van suggerir que Adams no mereix el mateix crèdit que Le Verrier. Des del 1966, Dennis Rawlins ha qüestionat la credibilitat de la reivindicació d'Adams com a codescobridor. En un article del 1992 a la seva revista Dio va considerar la reclamació britànica un robatori. «Adams havia fet alguns càlculs però estava més aviat insegur sobre dir on es trobava Neptú», va dir Nicholas Kollerstrom de University College London el 2003.

### Nom
Poc després del seu descobriment, Neptú era simplement anomenat el «planeta més enllà d'Urà» o el «Planeta de Verrier». El primer suggeriment d'un nom va provenir de Galle, que va proposar Janus. A Anglaterra, Challis va fer servir el nom Oceanus.
Reivindicant el dret de batejar el seu descobriment, Le Verrier aviat va proposar el nom de Neptú, alhora que falsament afirmava que havia estat oficialment aprovat pel francès Bureau des Longitudes. L'octubre va demanar de posar el nom de Le Verrier al planeta en honor d'ell mateix, i tenia el suport de Francesc Aragó, director de l'observatori. Tanmateix, aquesta proposta va topar amb una forta resistència fora de França. Almanacs francesos varen reintroduir ràpidament el nom de Herschel per a Urà, en honor del descobridor Sir William Herschel, i Leverrier per al nou planeta.
Struve es va pronunciar a favor del nom Neptú el 29 de desembre del 1846, a l'Acadèmia de les Ciències de Sant Petersburg. Aviat Neptú va esdevenir el nom internacionalment acceptat. En la mitologia romana, Neptú era el déu del mar, identificat amb el grec Posidó. La demanda d'un nom mitològic estava en la línia de conservar la nomenclatura dels altres planetes, dels quals tots excepte la Terra tenien noms de deïtats grecoromanes.

### Estat
Des del seu descobriment fins al 1930, Neptú va ser el planeta més llunyà conegut. Amb el descobriment de Plutó el 1930, Neptú va esdevenir el penúltim planeta, excepte durant un període de 20 anys en què l'òrbita de Plutó va entrar a la de Neptú.
El descobriment del cinturó de Kuiper el 1992 va fer que molts astrònoms debatessin si Plutó havia de considerar-se un planeta o una part del cinturó. El 2006, la Unió Astronòmica Internacional va definir la paraula «planeta» per primer cop, reclassificà Plutó com a planeta nan i tornà a convertir Neptú en l'últim planeta del sistema solar.

## Composició i estructura

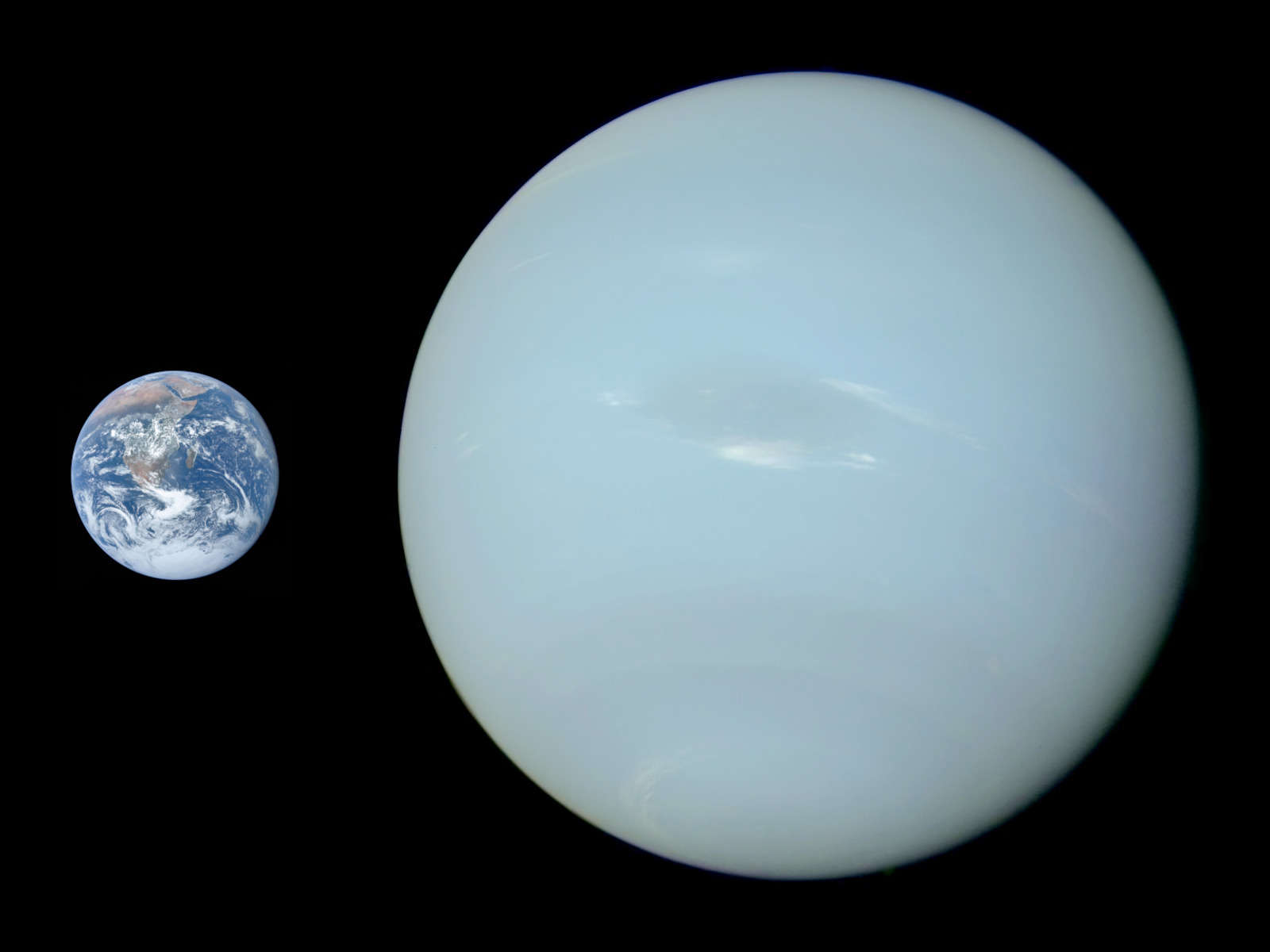
Comparació de mides de Neptú i la Terra

Amb una massa d'1,0243×1026 kg, Neptú és un cos intermedi entre la Terra i els gegants gasosos més grans: la seva massa és disset vegades la de la Terra però tot just una dinovena part que la de Júpiter. La gravetat superficial del planeta és només sobrepassada per Júpiter, i això fa dels dos gegants gasosos els únics planetes del sistema solar amb una gravetat superficial superior a la de la Terra. El radi equatorial de Neptú de 24.764 km és gairebé quatre vegades el de la Terra. Sovint es considera que Neptú i Urà són una subclasse de gegant gasós que es coneixen com a gegants gelats, a causa de la seva mida inferior i concentracions superiors de volàtils amb relació a Júpiter i Saturn. A la cerca de planetes extrasolars s'ha utilitzat Neptú com a metònim: els cossos descoberts d'una massa similar s'anomenen sovint "Neptuns", de la mateixa manera que molts astrònoms anomenen altres planetes extrasolars "Júpiters".
En orbitar tan lluny del Sol, Neptú rep molt poca calor. La temperatura a les regions més altes de l'atmosfera és de 55 K (–218 °C). Com que Neptú és un gegant gasós no té superfície sòlida, però a mesura que un s'endinsa més i més en la seva atmosfera la temperatura augmenta pel que sembla que el planeta pot tenir una font interna de calor. Es pensa que pot ser un romanent de la calor generada per la concreció de matèria durant la creació del planeta, que ara irradia calor lentament cap a l'espai. La velocitat del vent en l'atmosfera de Neptú, de fins a 2.000 km/h, és la major del sistema solar i es creu que els vents s'alimenten del flux de calor interna.

### Estructura interna

Estructura interna de Neptú:
1. Atmosfera superior, núvols de dalt.
2. Atmosfera consistent en hidrogen, heli i metà gas.
3. Mantell consistent en aigua, amoníac i gels de metà.
4. Nucli consistent en roca i gel.

L'estructura interna s'assembla a la d'Urà: un nucli rocós cobert per una crosta gelada, ocult davall una atmosfera gruixuda i espessa. Els dos terços interiors de Neptú es componen d'una mescla de roca, aigua, amoníac líquid i metà. El terç exterior és una mescla de gas calent compost d'hidrogen, heli, aigua i metà. Igual que Urà i a diferència de Júpiter i de Saturn, la composició de l'estructura interna de Neptú es creu que està formada per capes distintes. Com a Urà, el camp magnètic de Neptú està fortament inclinat en relació amb el seu eix de rotació, a 47 ° i desplaçat almenys 0,55 radis (uns 13.500 quilòmetres) del centre físic del planeta. Comparant els camps magnètics d'ambdós planetes, els científics han arribat a la conclusió que eixa extrema orientació podria ser característica dels fluxos a l'interior del planeta i no el resultat de la inclinació de l'eix d'Urà.
El nucli de Neptú està compost de ferro, níquel i silicats, amb un model interior que dona una massa unes 1,2 vegades la del nucli de la Terra. La pressió al centre és de 7 Mbar (700 GPa), milions de vegades més que a la superfície de la Terra, i la temperatura podria ser de 5.400 K.

### Atmosfera

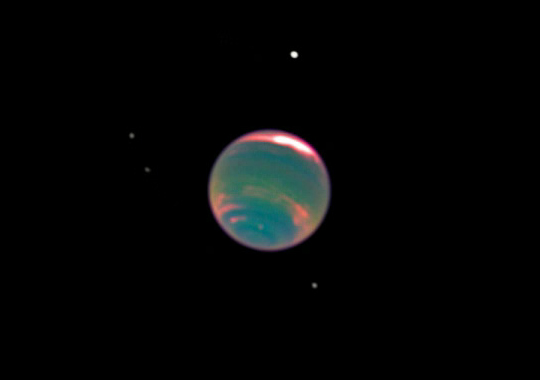
Imatge de Neptú, combinació de color i infraroig proper. Mostra bandes de metà a la seva atmosfera, i quatre dels seus satèl·lits naturals: Proteu, Làrissa, Galatea i Despina.

A altituds elevades, l'atmosfera de Neptú està composta en un 80% d'hidrogen i un 19% d'heli. També hi és present una quantitat en traces de metà. Hi ha bandes d'absorció de metà prominents a longituds d'ona per damunt de 600 nm, a la porció vermella i infraroja de l'espectre. De la mateixa manera que Urà, aquesta absorció de llum vermella del metà atmosfèric forma part del que dona a Neptú el seu to blavós,
tot i que el color de Neptú difereix del d'Urà. Com que el contingut de metà atmosfèric de Neptú és similar al d'Urà, es creu que algun element atmosfèric desconegut contribueix a aquesta diferència.
L'atmosfera de Neptú se subdivideix en dues regions principals; la troposfera inferior, on la temperatura disminueix amb l'altitud, i l'estratosfera, on la temperatura augmenta amb l'altitud. El límit entre els dos, conegut com la tropopausa, es troba a una pressió de 0,1 bars (10 kPa). L'estratosfera després dona pas a la termosfera a una pressió inferior a 10−5 a 10−4 microbars (1 a 10 Pa). La termosfera fa una transició gradual cap a l'exosfera.

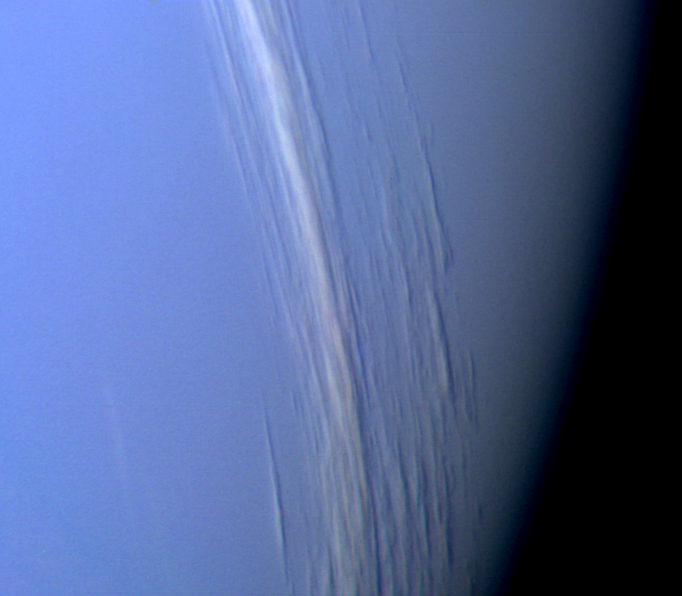
Bandes de núvols d'alta altitud.

Alguns models suggereixen que la troposfera de Neptú té bandes de núvols de diferents composicions segons l'altitud. Els núvols d'alt nivell ocorren a pressions de menys d'un bar, on el metà pot condensar per qüestions de temperatura. Per a pressions d'entre un i cinc bars (100 i 500 kPa), es creu que es formen núvols d'amoníac i sulfur d'hidrogen. Per damunt d'una pressió de cinc bars, els núvols poden consistir d'amoníac, sulfur amònic, sulfur d'hidrogen i aigua. Núvols més profunds de gel d'aigua s'haurien de trobar a pressions d'uns 50 bars, on la temperatura arriba a 0 °C. A sota, es poden trobar núvols d'amoníac i sulfur d'hidrogen.
S'han observat núvols d'alta altitud a Neptú creant ombra a la capa de núvols opaca de baix. També hi ha bandes de núvols d'alta alçada que envolten el planeta a una latitud constant. Aquestes bandes tenen amplades de 50-150 km, i es troben a uns 50-110 km a damunt de la coberta de núvols.
Per motius encara desconeguts, la troposfera del planeta es troba a una temperatura anòmalament alta d'uns 750 K. El planeta és massa lluny del Sol per generar aquesta escalfor amb radiació ultraviolada. Un candidat de mecanisme d'escalfament és interacció atmosfèrica amb ions del camp magnètic del planeta. Altres candidats inclouen ones gravitatòries de l'interior que es dissipen a l'atmosfera. La termosfera conté traces de diòxid de carboni i aigua, que es podrien haver dipositat de fonts externes com meteorits i pols.

### Magnetosfera
La magnetosfera de Neptú és també similar a la d'Urà, amb un camp magnètic fortament inclinat respecte a l'eix rotatori (47°) i un desplaçament de 0,55 radis (uns 13.500 km) respecte al centre físic del planeta. Abans que la Voyager 2 arribés a Neptú, s'havia hipotetitzat que la magnetosfera inclinada d'Urà era el resultat de la seva rotació inclinada. Tanmateix, comparant els camps magnètics dels dos planetes, els científics ara pensen que l'orientació extrema podria ser característica dels fluxos de l'interior dels planetes. El camp podria ser generat per moviments de fluids convectius.

### Anells planetaris

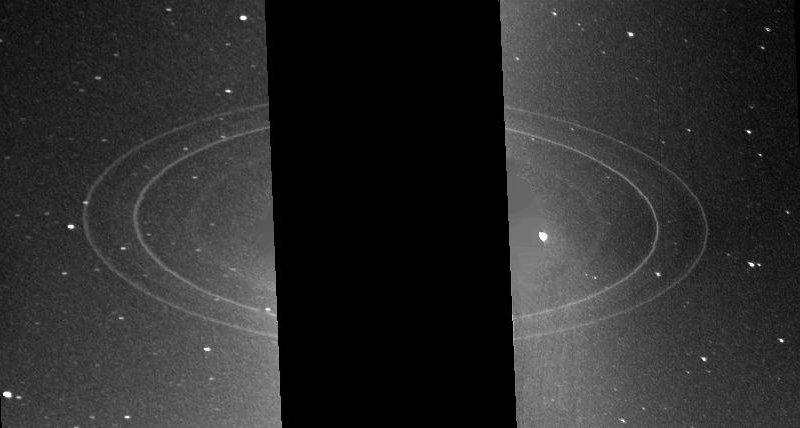
Dues fotografies del sistema d'anells de Neptú preses per la Voyager 2

Neptú té un sistema d'anells planetaris, molt menys massiu i estès que el de Saturn. Els anells podrien estar formats de partícules de gel embolcallades de silicats o d'un material basat en el carboni, i que molt probablement els donaria una tonalitat rogenca. Els tres anells principals són, l'estret anell d'Adams, a 63.000 km del centre de Neptú, l'anell de Le Verrier, a 53.000 km, i l'anell de Galle, el més ample i tènue a 42.000 km de distància. Una extensió dèbil de l'anell de Le Verrier ha estat anomenada Lassell; i està unida en el seu extrem extern amb l'anell d'Aragó que es troba a 57.000 km.
El primer dels anells va ser descobert el 1968 per un grup liderat per Edward Guinan, però més tard es va dubtar de la completesa d'aquest anell. Les proves que els anells podien tenir discontinuïtats van aparèixer durant una ocultació estel·lar el 1984, quan els anells van ocultar un estel en la immersió però no en l'emersió. Les imatges de la sonda Voyager 2 del 1989 van tancar la discussió i a més van mostrar l'existència de diversos anells tènues, que tenen una estructura granular. Tot i que actualment no se'n sap la raó d'aquesta disposició se suposa que podria ser deguda a les interaccions gravitacionals dels anells amb els satèl·lits menors que orbiten prop seu.
L'anell extern, Adams, conté cinc arcs prominents anomenats actualment Courage, Liberté, Egalité 1, Egalité 2 i Fraternité (Coratge, Llibertat, Igualtat i Fraternitat).
L'existència d'aquests arcs era difícil d'explicar perquè les lleis del moviment predirien que s'eixamplarien molt ràpidament per formar un anell uniforme en un període molt curt. Els astrònoms ara creuen que aquests arcs es formen per l'acció gravitacional de Galatea, un satèl·lit que es troba just a la vora interna de l'anell.
Unes observacions fetes des de la Terra el 2005 mostren que els anells de Neptú podrien ser més inestables del que en un principi se suposava. Juntament amb altres imatges preses des de l'observatori W. M. Keck el 2002 i el 2003 indiquen una descomposició important dels anells en comparació amb les imatges del Voyager 2. En particular sembla que l'arc anomenat Liberté desapareixeria en menys d'un segle.

## Clima

### Tempestes

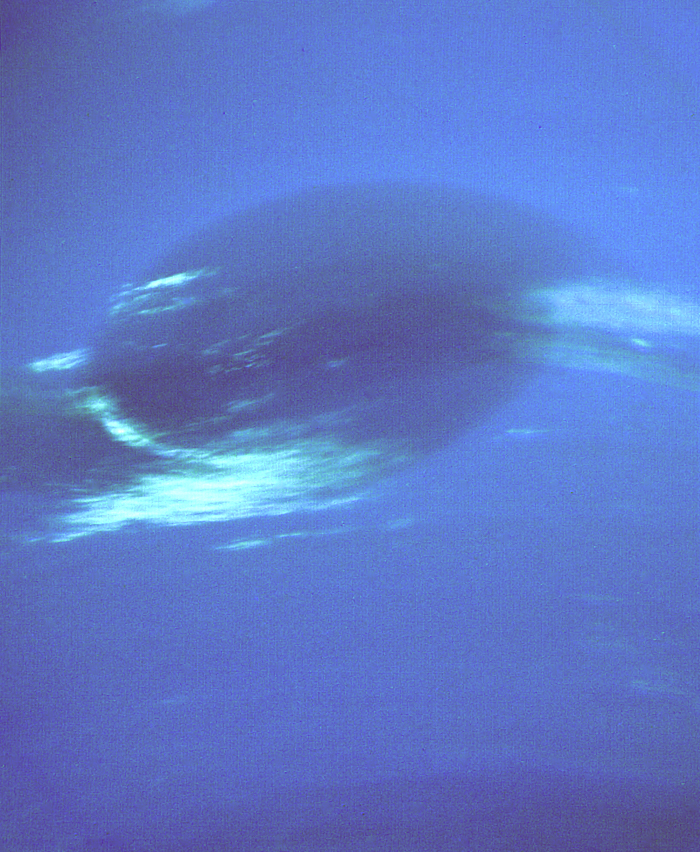
La Gran Taca Fosca, fotografiada per la Voyager 2

El 1989, la sonda Voyager 2 de la NASA va descobrir una tempesta anticiclònica de 13.000×6.600 km, anomenada Gran Taca Fosca. La tempesta s'assemblava a la Gran Taca Vermella de Júpiter. Al cap d'uns anys, però, concretament el 2 de novembre del 1994, el Telescopi espacial Hubble no la va detectar. En canvi, va descobrir una tempesta similar a la Gran Taca Fosca a l'hemisferi nord.
L'Scooter és una altra tempesta, un núvol blanc més al sud que la Gran Taca Fosca. Es va anomenar així perquè es movia més ràpid que la Gran Taca Fosca. Imatges posteriors van revelar núvols encara més ràpids. La Petita Taca Fosca és una tempesta ciclònica meridional, sent la segona més intensa observada durant el sobrevol del 1989. Inicialment era completament fosca, però a mesura que la Voyager 2 s'apropava al planeta es va desenvolupar un nucli brillant que es pot veure a la major part de les imatges d'alta resolució.
Es creu que les taques fosques de Neptú ocorren a la troposfera, en altituds baixes, contràriament als núvols brillants creats a les altituds superiors. Es creu que són estructures amb vòrtex, ja que són estables i poden durar uns quants mesos.

### Escalfor interna
Es creu que el fet que l'activitat atmosfèrica a Neptú sigui superior a la d'Urà és, en part, a causa de l'escalfor interna superior del planeta. Tot i que Neptú es troba més lluny del Sol que Urà, i només rep el 40% de l'energia solar que rep Urà, les temperatures de la superfície dels dos planetes són gairebé idèntiques. Les regions superiors de la troposfera de Neptú arriben a temperatures baixes de –221,4 °C. A la profunditat on la pressió atmosfèrica és d'1 bar, la temperatura és de –201,15 °C. A més profunditat, la temperatura augmenta regularment. Però, com en el cas d'Urà, es desconeix la font d'aquesta escalfor. La discrepància, tanmateix, és superior: Urà només irradia 1,1 vegades l'energia que rep del Sol; mentre que Neptú irradia 2,61 vegades l'energia que rep del Sol. Neptú és el planeta més llunyà del Sol, però la seva energia interna és suficient per provocar els vents planetaris més forts del sistema solar. S'han suggerit força explicacions, inclòs l'escalfament radiogènic del nucli del planeta, conversió de metà sota alta pressió en hidrogen, entre d'altres.

## Òrbita i rotació
Neptú es troba a una distància mitjana de Sol de 4.500 milions de quilòmetres (30,1 ua) i completa una òrbita cada 164,79 anys. El 12 de juliol de 2011, Neptú completà la primera òrbita sencera des del seu descobriment el 1846, tot i que no aparegué a la posició exacta del descobriment al nostre cel car la Terra estava en una posició diferent de la seva òrbita de 365,25 dies.
L'òrbita el·líptica de Neptú està inclinada 1,77° amb relació a la Terra. Com que té una excentricitat orbital de 0,011, la distància entre Neptú i el Sol varia en 101 milions de quilòmetres entre el periheli i l'afeli, els punts més propers i distants del planeta respecte al Sol al llarg del camí orbital, respectivament.
La inclinació de l'eix de Neptú és de 28,32°, similar a la inclinació de la Terra (23°) i Mart (25°). Consegüentment, aquest planeta experimenta canvis estacionals similars. Tanmateix, el llarg període orbital de Neptú que cada estació dura 40 anys de la Terra. El seu període de rotació sideral (dia) equival aproximadament a unes 16,11 hores.
Com que Neptú no és un cos sòlid, la seva atmosfera pateix rotació diferencial. L'àmplia zona equatorial rota amb un període d'unes 18 hores, que és més lent que el període de 16,1 hores del camp magnètic del planeta. A les zones polars el període de rotació és de 12 hores. Aquesta rotació diferencial és la més pronunciada dels planetes del sistema solar.

### Ressonàncies orbitals

Diagrama que mostra les principals ressonàncies orbitals al cinturó de Kuiper provocades per Neptú: les regions sobresaltades són la ressonància 2:3 (plutins), els cubewanos i la ressonància 1:2 (twotinos).

L'òrbita de Neptú té un impacte profund a la regió més enllà, coneguda com a cinturó de Kuiper. El cinturó de Kuiper és un anell de petits mons gelats, similar al cinturó d'asteroides però molt més gran, que s'estenen des de l'òrbita de Neptú a 30 UA a unes 55 UA del Sol. De la mateixa manera que la gravetat de Júpiter domina el cinturó d'asteroides, donant-ne la forma, la gravetat de Neptú domina el cinturó de Kuiper. Al llarg de la història del sistema solar, certes regions del cinturó de Kuiper van esdevenir desestabilitzades per la gravetat de Neptú, creant forats a l'estructura del cinturó. La regió entre 40 i 42 UA n'és un exemple.
Tot i això, existeixen òrbites en aquestes regions buides on alguns objectes poden sobreviure. Aquestes ressonàncies ocorren quan el període orbital de Neptú és una fracció precisa amb la d'aquest objecte, com 1:2, o 3:4. Si, per exemple, un objecte orbita el Sol cada dues òrbites de Neptú, només completarà mitja òrbita al moment en què Neptú torni a la seva posició original. La ressonància més densament poblada al cinturó de Kuiper, amb uns 200 objectes coneguts, és la ressonància 2:3. Els objectes en aquesta ressonància completen 2 òrbites cada 3 que fa Neptú, i es coneixen com a plutins, ja que el més gros dels objectes del cinturó de Kuiper, Plutó, en forma part. Tot i que Plutó creua l'òrbita de Neptú regularment, la ressonància orbital 2:3 assegura que mai col·lidiran. Les ressonàncies 3:4, 3:5, 4:7 i 2:5 són les menys poblades.
Neptú posseeix un nombre de troians que ocupen el punt de Lagrange L4 del Sol i Neptú— una regió gravitacionalment estable a l'òrbita. Els troians de Neptú estan en una ressonància 1:1 amb Neptú. Els troians de Neptú són remarcablement estables a les seves òrbites, i molt probablement es van formar juntament amb Neptú, en lloc de ser capturats. El primer i de moment únic objecte identificat amb el punt de Lagrange de Neptú L5 és 2008 LC18.

## Satèl·lits
Per a una cronologia de les dates de descobriment, vegeu Cronologia del descobriment dels planetes del sistema solar i dels seus satèl·lits naturals

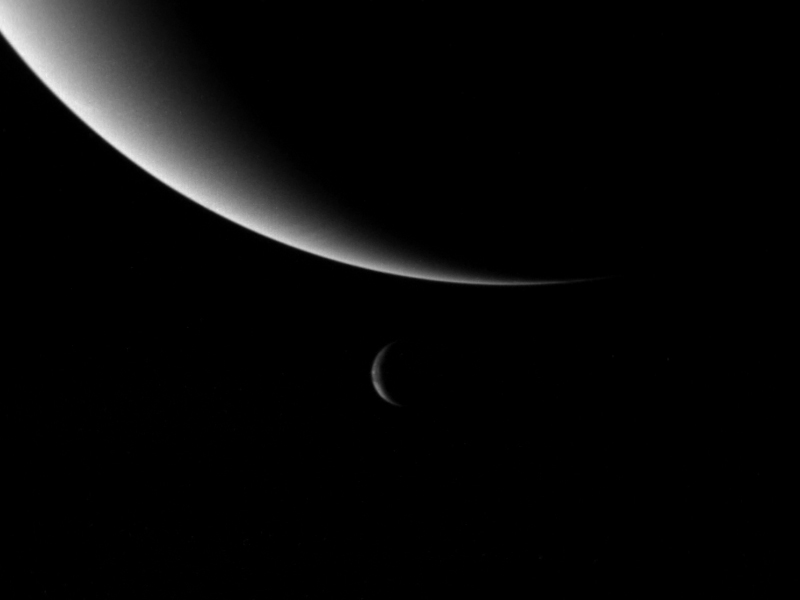
Neptú (a dalt) i Tritó (a baix)

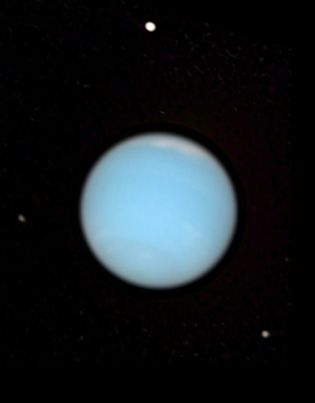
Vista de color natural de Neptú amb Proteu (a dalt), Làrissa (a baix a la dreta) i Despina (a l'esquerra). Vist pel Telescopi espacial Hubble.

Neptú té 14 satèl·lits naturals coneguts. El més gran, de bon tros, el que comprèn més del 99,5% de la massa orbitant Neptú i és prou massiu per ser esferoïdal és Tritó, descobert per William Lassell només 17 dies després del descobriment del mateix Neptú. Contràriament a la resta de satèl·lits naturals principals del sistema solar, Tritó té una òrbita retrògrada, cosa que indica que va ser capturat i no format al mateix lloc. Probablement abans era un planeta nan del cinturó de Kuiper. Està prou a prop de Neptú per a tenir rotació síncrona, i, d'aquí a uns 3.600 milions d'anys serà desintegrat, ja que passarà el límit de Roche. El 1989, Tritó va esdevenir l'objecte més fred mai observat al sistema solar, amb temperatures estimades de –235 °C.
El segon satèl·lit natural de Neptú (per ordre de descobriment), la lluna irregular Nereida, té una de les òrbites més excèntriques de tots els satèl·lits del sistema solar. L'excentricitat de 0,7512 li dona un apoàpside que és set vegades la distància del seu periàpside.

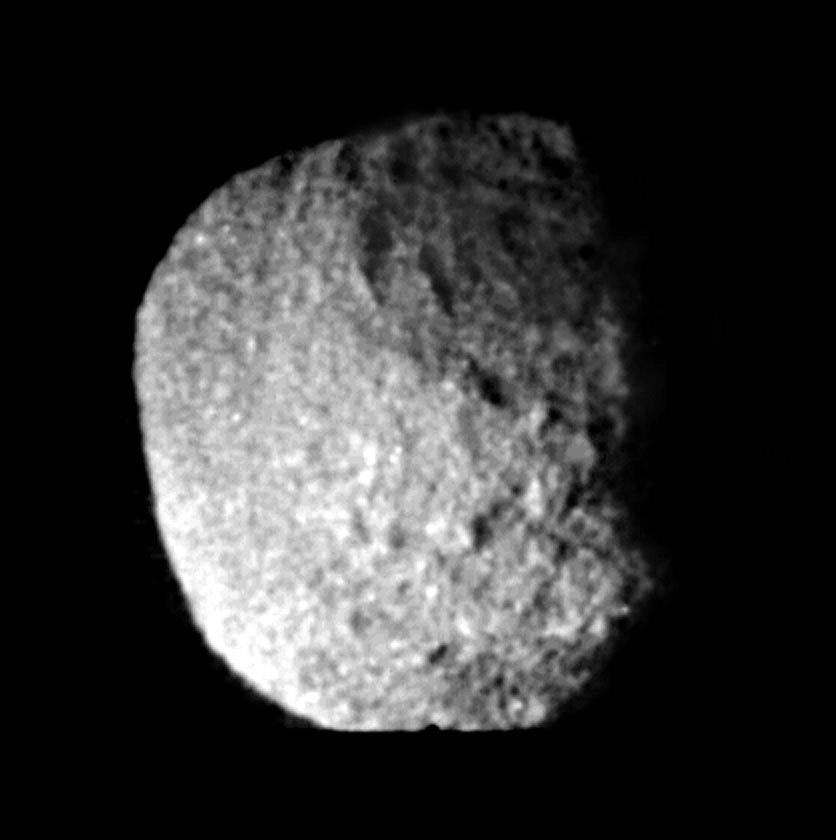
El satèl·lit de Neptú Proteu.

Entre el juliol i el setembre del 1989, la Voyager 2 va descobrir sis nous satèl·lits neptunians. Tot i que el segon satèl·lit neptunià més massiu és només una quarta part d'un 1% de la mida de Tritó, els quatre satèl·lits més interiors —Nàiade, Talassa, Despina i Galatea— orbiten prou a prop per trobar-se a dins dels anells de Neptú. El següent segons la distància, Làrissa, va ser descobert el 1981 quan va ocultar una estrella. Aquesta ocultació s'havia atribuït a arcs d'anells, però quan la Voyager 2 va observar Neptú el 1989, va descobrir que havia estat provocada per la lluna. Es van descobrir cinc nous satèl·lits irregulars entre el 2002 i el 2004, que es van anunciar el 2004. Com que Neptú era el déu romà del mar, els noms dels satèl·lits s'han anomenat en honor de déus marins menors.
L'any 2016 es confirmà l'existència d'una nova lluna, Hipocamp. El seu diàmetre és molt petit, d'uns 35 kilòmetres i orbita a uns 100.000 kilòmetres del planeta.

## Formació i migració

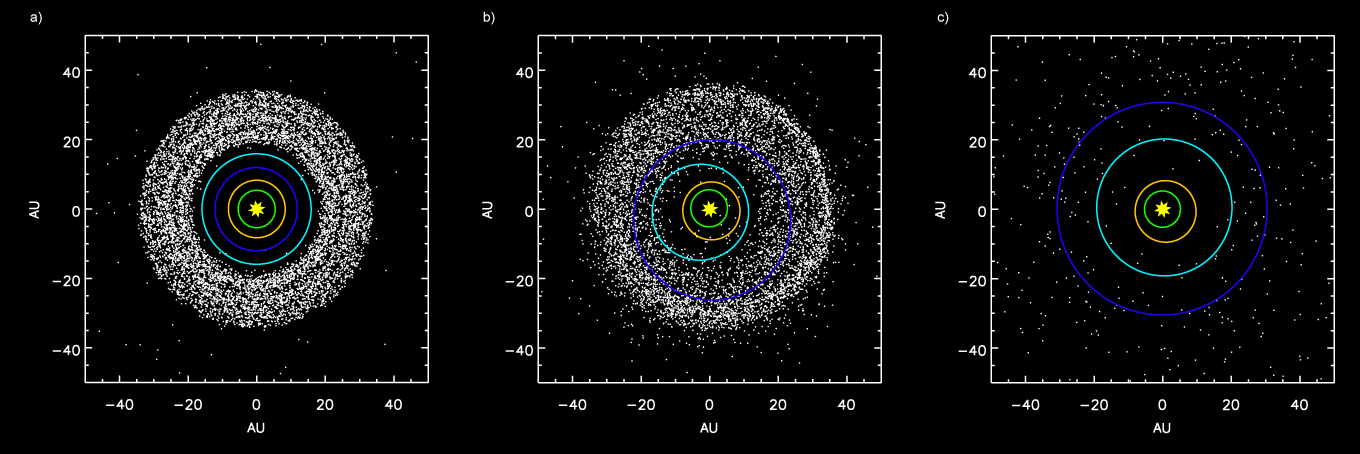
Una simulació que mostra els planetes exteriors i el cinturó de Kuiper a) Abans de la ressonància 2:1 entre Júpiter i Saturn b) Escampament dels objectes del cinturó de Kuiper cap al Sistema Solar després del canvi orbital de Neptú c) Després de l'ejecció dels objectes del cinturó de Kuiper per Júpiter

La formació dels gegants de gel, Neptú i Urà, ha estat sempre difícil de fer encaixar en cap model teòric de forma precisa. Els models actuals suggereixen que la densitat de matèria en les regions exteriors del Sistema Solar era massa baixa per explicar la formació de cossos celestes tan grans mitjançant el mètode tradicionalment acceptat de l'Acreció i, per tant, s'han desenvolupat diverses teories alternatives per explicar-ne l'origen. Una d'elles proposa que els gegants gelats van formar-se per inestabilitats en el disc protoplanetari original i que després van patir la radiació d'una estrella OB propera i massiva que hauria impactat sobre les seves atmosferes.
Una altra hipòtesi explica que ambdós planetes s'haurien format molt més a prop del Sol, on la densitat de matèria era molt més elevada i que posteriorment mitjançant la migració planetària haurien arribat a les seves òrbites actuals després de la desaparició del disc protoplanetari gasós. Aquesta hipòtesi és la que actualment té més suport, ja que explica millor la disposició dels objectes menors observats en la regió trans-neptuniana. El model, que basant-se en aquesta hipòtesi, és més acceptat actualment s'anomena model de Niça, i mostra l'efecte que la migració de Neptú i dels altres planetes gegants sobre l'estructura del Cinturó de Kuiper.

## Observació
Neptú mai no és visible a ull nu, amb una magnitud aparent d'entre +7,7 i +8,0, cosa que significa que pot ser superat en brillantor pels satèl·lits galileans de Júpiter, el planeta nan Ceres i els asteroides (4) Vesta, (2) Pal·les, (7) Iris, (3) Juno i (6) Hebe. Un telescopi o uns bons binoculars poden enfocar Neptú com a disc blavós petit, amb una aparença similar a la d'Urà.
A causa de la distància entre Neptú i la Terra, el diàmetre angular del planeta és de només 2,2–2,4 segons d'arc; el menor dels planetes del sistema solar. La seva mida aparent l'ha fet difícil d'estudiar visualment. Les dades amb telescopis van ser limitades fins a l'entrada en servei del Telescopi espacial Hubble i grans telescopis terrestres amb òptica adaptativa.
Vist des de la Terra, Neptú experimenta moviment retrògrad cada 367 dies. L'observació de Neptú a la freqüència de ràdio mostra que el planeta és una font d'emissions contínues i irregulars. Es creu que les dues fonts es formen amb el camp magnètic girant del planeta. A la part infraroja de l'espectre, les tempestes de Neptú s'observen brillants respecte al fons més clar, permetent seguir la forma i les dimensions d'aquests detalls fàcilment.

## Exploració
Només una sonda ha visitat Neptú, la Voyager 2. Va passar a prop del planeta el 25 d'agost del 1989. Com que aquest era l'últim planeta que la sonda visitaria, es va decidir que passés ben a prop de Tritó, sense tenir en compte les conseqüències que això implicaria en la seva trajectòria a partir d'aleshores. Les imatges obtingudes enviades a la Terra per la Voyager 2 servirien com a base del programa del 1989 de la cadena televisiva PBS Neptune All Night, que es va emetre durant una nit sencera.

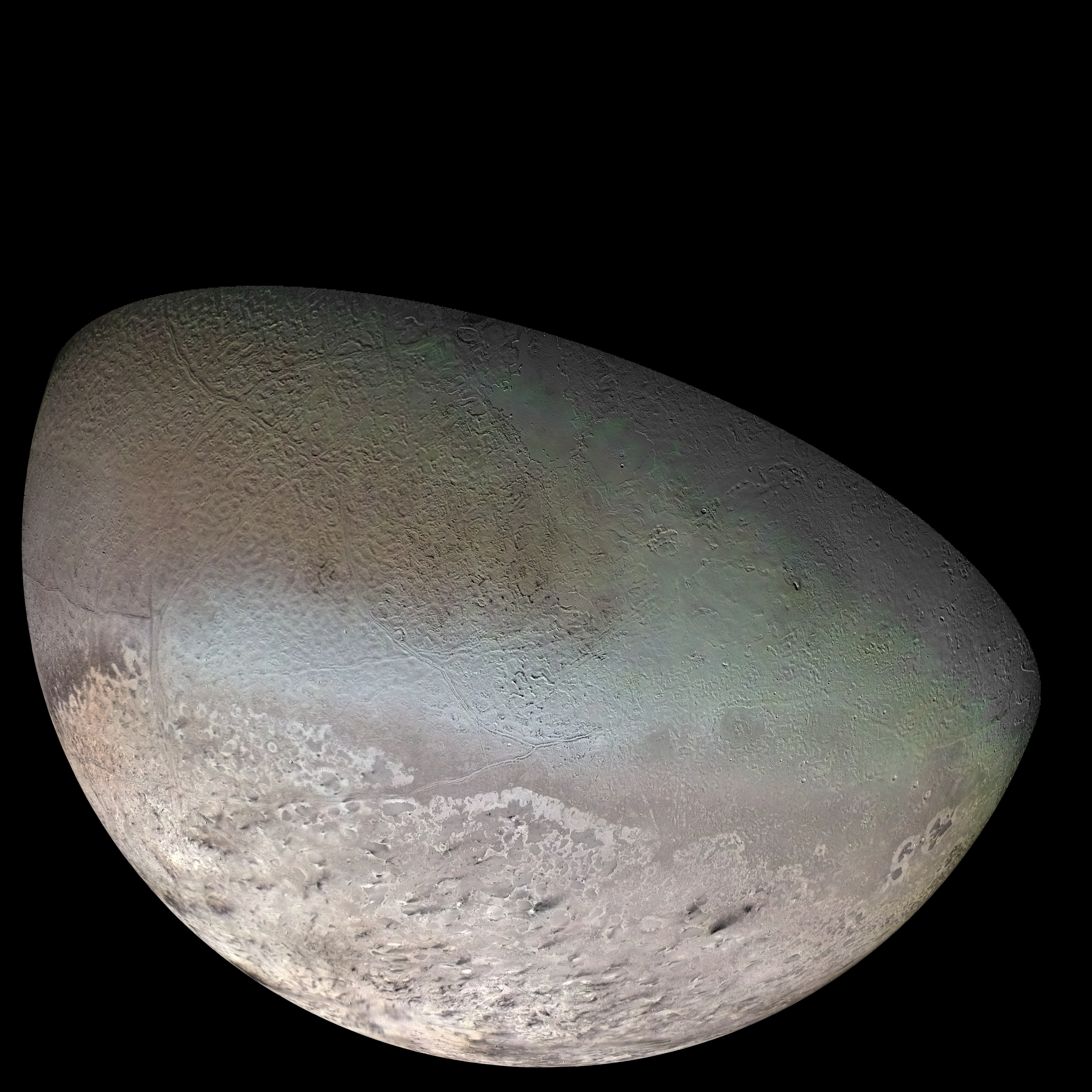
Una imatge de Tritó feta per la sonda Voyager 2

Durant aquesta aproximació, els senyals de la sonda trigaren 246 minuts per arribar a la Terra. Per això, durant una gran part de la missió, la Voyager 2 depenia d'ordres precarregades per a la seva trobada amb Neptú. També va acostar-se al satèl·lit Nereida abans de trobar-se a uns 4.400 km de l'atmosfera de Neptú el 25 d'agost i després va passar a prop de Tritó el mateix dia.
A part de les imatges, la nau espacial va verificar la presència d'un camp magnètic al voltant del planeta que estava inclinat i descentrat, de forma equivalent al camp magnètic d'Urà. També va posar fi als dubtes sobre el període de rotació que va determinar mitjançant la mesura de les emissions de ràdio. A més a més la Voyager 2 va mostrar que, sorprenentment, Neptú posseeix una gran activitat atmosfèrica. Finalment es van descobrir sis nous satèl·lits i la presència de múltiples anells.
El 2003 es va presentar una proposta al programa de la NASA, Vision Missions Studies, per a crear una missió encarregada de llançar i posar una sonda en òrbita al voltant de Neptú que fos capaç de fer mesures i estudis de magnitud similar a la Cassini sense la necessitat de propulsors o generadors elèctrics basats en la fissió nuclear. Aquest treball està en fase de desenvolupament pel JPL i el California Institute of Technology.